# Đội tuyển bóng đá quốc gia Guiné-Bissau
Đội tuyển bóng đá quốc gia Guiné-Bissau (tiếng Bồ Đào Nha: Seleção Guineense de Futebol) là đội tuyển cấp quốc gia của Guiné-Bissau do Liên đoàn bóng đá Guiné-Bissau quản lý.
Trận thi đấu quốc tế đầu tiên của đội tuyển Guiné-Bissau là trận gặp đội tuyển Gambia là vào năm 1952. Đội đã 4 lần tham dự cúp bóng đá châu Phi là vào các năm 2017, 2019, 2021 và 2023, tuy nhiên đều không vượt qua được vòng bảng.

## Thành tích tại giải vô địch thế giới
- 1930 đến 1994 - Không tham dự
- 1998 đến 2022 - Không vượt qua vòng loại

## Cúp bóng đá châu Phi
Guiné-Bissau đã 4 lần tham dự vòng chung kết Cúp bóng đá châu Phi, tuy nhiên đều không vượt qua được vòng bảng.
| Cúp bóng đá châu Phi | Cúp bóng đá châu Phi               | Cúp bóng đá châu Phi               | Cúp bóng đá châu Phi               | Cúp bóng đá châu Phi               | Cúp bóng đá châu Phi               | Cúp bóng đá châu Phi               | Cúp bóng đá châu Phi               | Cúp bóng đá châu Phi               | Cúp bóng đá châu Phi |
| Vòng chung kết: 4    | Vòng chung kết: 4                  | Vòng chung kết: 4                  | Vòng chung kết: 4                  | Vòng chung kết: 4                  | Vòng chung kết: 4                  | Vòng chung kết: 4                  | Vòng chung kết: 4                  | Vòng chung kết: 4                  | Vòng chung kết: 4    |
| Năm                  | Thành tích                         | Thứ hạng1                          | Số trận                            | Thắng                              | Hòa2                               | Thua                               | Bàn thắng                          | Bàn thua                           |                      |
| -------------------- | ---------------------------------- | ---------------------------------- | ---------------------------------- | ---------------------------------- | ---------------------------------- | ---------------------------------- | ---------------------------------- | ---------------------------------- | -------------------- |
| 1957 đến 1992        | Không tham dự                      | Không tham dự                      | Không tham dự                      | Không tham dự                      | Không tham dự                      | Không tham dự                      | Không tham dự                      | Không tham dự                      |                      |
| 1994                 | Vòng loại                          | Vòng loại                          | Vòng loại                          | Vòng loại                          | Vòng loại                          | Vòng loại                          | Vòng loại                          | Vòng loại                          |                      |
| 1996                 | Bỏ cuộc khi tham dự vòng loại      | Bỏ cuộc khi tham dự vòng loại      | Bỏ cuộc khi tham dự vòng loại      | Bỏ cuộc khi tham dự vòng loại      | Bỏ cuộc khi tham dự vòng loại      | Bỏ cuộc khi tham dự vòng loại      | Bỏ cuộc khi tham dự vòng loại      | Bỏ cuộc khi tham dự vòng loại      |                      |
| 1998                 | Bị cấm tham dự vì bỏ cuộc năm 1996 | Bị cấm tham dự vì bỏ cuộc năm 1996 | Bị cấm tham dự vì bỏ cuộc năm 1996 | Bị cấm tham dự vì bỏ cuộc năm 1996 | Bị cấm tham dự vì bỏ cuộc năm 1996 | Bị cấm tham dự vì bỏ cuộc năm 1996 | Bị cấm tham dự vì bỏ cuộc năm 1996 | Bị cấm tham dự vì bỏ cuộc năm 1996 |                      |
| 2000                 | Không tham dự                      | Không tham dự                      | Không tham dự                      | Không tham dự                      | Không tham dự                      | Không tham dự                      | Không tham dự                      | Không tham dự                      |                      |
| 2002 đến 2004        | Bỏ cuộc                            | Bỏ cuộc                            | Bỏ cuộc                            | Bỏ cuộc                            | Bỏ cuộc                            | Bỏ cuộc                            | Bỏ cuộc                            | Bỏ cuộc                            |                      |
| 2006                 | Vòng loại                          | Vòng loại                          | Vòng loại                          | Vòng loại                          | Vòng loại                          | Vòng loại                          | Vòng loại                          | Vòng loại                          |                      |
| 2008                 | Không tham dự                      | Không tham dự                      | Không tham dự                      | Không tham dự                      | Không tham dự                      | Không tham dự                      | Không tham dự                      | Không tham dự                      |                      |
| 2010 đến 2015        |                                    |                                    |                                    |                                    |                                    |                                    |                                    |                                    |                      |
| 2017                 | Vòng 1                             | 14 / 16                            | 3                                  | 0                                  | 1                                  | 2                                  | 2                                  | 5                                  |                      |
| 2019                 | Vòng 1                             | 20 / 24                            | 3                                  | 0                                  | 1                                  | 2                                  | 0                                  | 4                                  |                      |
| 2021                 | Vòng 1                             | 22 / 24                            | 3                                  | 0                                  | 1                                  | 2                                  | 0                                  | 3                                  |                      |
| 2023                 | Vòng 1                             | 23 / 24                            | 3                                  | 0                                  | 0                                  | 3                                  | 2                                  | 7                                  |                      |
| 2025                 | Chưa xác định                      | Chưa xác định                      | Chưa xác định                      | Chưa xác định                      | Chưa xác định                      | Chưa xác định                      | Chưa xác định                      | Chưa xác định                      |                      |
| 2027                 | Chưa xác định                      | Chưa xác định                      | Chưa xác định                      | Chưa xác định                      | Chưa xác định                      | Chưa xác định                      | Chưa xác định                      | Chưa xác định                      |                      |
| Tổng cộng            | 4 lần vòng 1                       | 4 lần vòng 1                       | 12                                 | 0                                  | 3                                  | 9                                  | 4                                  | 19                                 |                      |

- ^1 Thứ hạng ngoài bốn hạng đầu (không chính thức) dựa trên so sánh thành tích giữa những đội tuyển vào cùng vòng đấu
- ^2 Tính cả những trận hoà ở vòng đấu loại trực tiếp phải giải quyết bằng sút luân lưu
- ^3 Do đặc thù châu Phi, có những lúc tình hình chính trị hoặc kinh tế quốc gia bất ổn nên các đội bóng bỏ cuộc. Những trường hợp không ghi chú thêm là bỏ cuộc ở vòng loại

## Cầu thủ

### Đội hình hiện tại
Đội hình được triệu tập tham dự CAN 2023.

Số liệu thống kê tính đến ngày 22 tháng 1 năm 2024 sau trận gặp Nigeria.
| Số | VT | Cầu thủ                   | Ngày sinh (tuổi)  | Trận | Bàn | Câu lạc bộ       |
| -- | -- | ------------------------- | ----------------- | ---- | --- | ---------------- |
|    | TM | Jonas Mendes (đội trưởng) | 20 tháng 11, 1989 | 58   | 0   | Kalamata         |
|    | TM | Ouparine Djoco            | 22 tháng 4, 1998  | 5    | 0   | Francs Borains   |
|    | TM | Fernando Embadje          | 6 tháng 7, 2003   | 0    | 0   | Alcanenense      |
|    |    |                           |                   |      |     |                  |
|    | HV | Sori Mané                 | 3 tháng 4, 1996   | 33   | 0   | Moreirense       |
|    | HV | Nanú                      | 17 tháng 5, 1994  | 26   | 0   | Samsunspor       |
|    | HV | Opa Sanganté              | 1 tháng 2, 1991   | 24   | 0   | Dunkerque        |
|    | HV | Fali Candé                | 24 tháng 1, 1998  | 23   | 0   | Metz             |
|    | HV | Marcelo Djaló             | 8 tháng 10, 1993  | 19   | 1   | Hércules         |
|    | HV | Jefferson Encada          | 17 tháng 4, 1998  | 19   | 0   | Pharco           |
|    | HV | Houboulang Mendes         | 4 tháng 5, 1998   | 4    | 0   | Almeria          |
|    | HV | Edgar Ié                  | 1 tháng 5, 1994   | 3    | 0   | Dinamo București |
|    |    |                           |                   |      |     |                  |
|    | TV | Moreto Cassamá            | 16 tháng 2, 1998  | 24   | 0   | Omonia           |
|    | TV | Alfa Semedo               | 30 tháng 8, 1997  | 24   | 2   | Al-Tai           |
|    | TV | Dálcio                    | 22 tháng 5, 1996  | 17   | 0   | APOEL            |
|    | TV | Mauro Rodrigues           | 15 tháng 4, 2001  | 14   | 2   | Yverdon-Sport    |
|    | TV | Janio Bikel               | 28 tháng 6, 1995  | 13   | 0   | Gaziantep        |
|    | TV | Carlos Mané               | 11 tháng 3, 1994  | 5    | 1   | Kayserispor      |
|    | TV | Famana Quizera            | 25 tháng 4, 2002  | 4    | 0   | Vizeu            |
|    | TV | Nito Gomes                | 3 tháng 2, 2002   | 3    | 1   | Marítimo         |
|    | TV | Zidane Banjaqui           | 15 tháng 12, 1998 | 1    | 1   | Feirense         |
|    |    |                           |                   |      |     |                  |
|    | TĐ | Mama Baldé                | 6 tháng 11, 1995  | 25   | 4   | Lyon             |
|    | TĐ | Zinho Gano                | 13 tháng 10, 1993 | 7    | 4   | Zulte Waregem    |
|    | TĐ | Franculino Djú            | 28 tháng 6, 2004  | 6    | 1   | Midtjylland      |
|    | TĐ | Zé Turbo                  | 22 tháng 10, 1996 | 6    | 1   | Pari NN          |
|    | TĐ | Carlos Mendes Gomes       | 14 tháng 11, 1998 | 5    | 0   | Bolton Wanderers |
|    | TĐ | Marciano Sanca            | 6 tháng 11, 2004  | 3    | 0   | Almeria B        |

### Recent call-ups
The following players have been called up for Guinea-Bissau in the last 12 months.
| Vt | Cầu thủ          | Ngày sinh (tuổi)  | Số trận | Bt | Câu lạc bộ              | Lần cuối triệu tập                    |
| -- | ---------------- | ----------------- | ------- | -- | ----------------------- | ------------------------------------- |
| TM | Manuel Baldé     | 14 tháng 11, 2002 | 4       | 0  | Vizela                  | 2023 AFCON PRE                        |
| TM | Celton Biai      | 13 tháng 8, 2000  | 0       | 0  | Vitoria                 | 2023 AFCON PRE                        |
|    |                  |                   |         |    |                         |                                       |
| HV | Prosper Mendy    | 7 tháng 6, 1996   | 3       | 0  | Kaisar                  | 2023 AFCON PRE                        |
| HV | Sana Gomes       | 7 tháng 9, 2002   | 0       | 0  | Al Wasl                 | 2023 AFCON PRE                        |
| HV | Baba Fernandes   | 3 tháng 7, 2000   | 1       | 0  | Accrington              | v. Guinée, 13 October 2023            |
| HV | Tidjane Badjana  | 28 tháng 11, 2002 | 0       | 0  | Benfica de Bissau       | v. Sierra Leone, 11 September 2023    |
| HV | Braima Mané      | 21 tháng 11, 2001 | 0       | 0  | Sporting Club de Bissau | v. Sierra Leone, 11 September 2023    |
| HV | Tito Júnior      | 28 tháng 7, 1995  | 2       | 0  | Varzim                  | v. Nigeria, 27 March 2023             |
| HV | Pedro Justiniano | 18 tháng 4, 2000  | 2       | 0  | Petrolul Ploiești       | v. Nigeria, 27 March 2023             |
|    |                  |                   |         |    |                         |                                       |
| TV | Mamadi Camará    | 31 tháng 12, 2003 | 5       | 0  | Reading                 | 2023 AFCON PRE                        |
| TV | Panutche Camará  | 28 tháng 2, 1997  | 4       | 1  | Charlton                | 2023 AFCON PRE                        |
| TV | Ronaldo Camará   | 5 tháng 1, 2003   | 1       | 0  | Feirense                | 2023 AFCON PRE                        |
| TV | Edson Silva      | 17 tháng 5, 2001  | 1       | 0  | Nea Salamis             | 2023 AFCON PRE                        |
| TV | Bura             | 22 tháng 12, 1995 | 26      | 1  | Mes Kerman              | v. São Tomé và Príncipe, 15 June 2023 |
| TV | Pelé             | 29 tháng 9, 1991  | 21      | 1  | Unattached              | v. Nigeria, 27 March 2023             |
|    |                  |                   |         |    |                         |                                       |
| TĐ | Piqueti          | 12 tháng 2, 1993  | 40      | 7  | Al-Shoulla              | 2023 AFCON PRE                        |
| TĐ | Jorginho         | 21 tháng 9, 1995  | 25      | 5  | Ordabasy                | 2023 AFCON PRE                        |
| TĐ | Joseph Mendes    | 30 tháng 3, 1991  | 14      | 4  | Dijon                   | 2023 AFCON PRE                        |
| TĐ | Toni Gomes       | 16 tháng 11, 1998 | 4       | 0  | Hapoel Hadera           | 2023 AFCON PRE                        |
| TĐ | Joao Pedro       | 13 tháng 6, 1996  | 2       | 0  | Panetolikos             | 2023 AFCON PRE                        |
| TĐ | Jardel           | 20 tháng 9, 1997  | 4       | 1  | Vizela                  | v. Sierra Leone, 11 September 2023    |
| TĐ | Leandro Sanca    | 4 tháng 1, 2000   | 0       | 0  | Chaves                  | v. São Tomé và Príncipe, 15 June 2023 |
| TĐ | João Mário       | 11 tháng 10, 1993 | 14      | 2  | Hoang Anh Gia Lai FC    | v. Nigeria, 27 March 2023             |

### Triệu tập gần đây
| Vt | Cầu thủ          | Ngày sinh (tuổi)  | Số trận | Bt | Câu lạc bộ              | Lần cuối triệu tập                    |
| -- | ---------------- | ----------------- | ------- | -- | ----------------------- | ------------------------------------- |
| TM | Manuel Baldé     | 14 tháng 11, 2002 | 4       | 0  | Vizela                  | 2023 AFCON PRE                        |
| TM | Celton Biai      | 13 tháng 8, 2000  | 0       | 0  | Vitoria                 | 2023 AFCON PRE                        |
|    |                  |                   |         |    |                         |                                       |
| HV | Prosper Mendy    | 7 tháng 6, 1996   | 3       | 0  | Kaisar                  | 2023 AFCON PRE                        |
| HV | Sana Gomes       | 7 tháng 9, 2002   | 0       | 0  | Al Wasl                 | 2023 AFCON PRE                        |
| HV | Baba Fernandes   | 3 tháng 7, 2000   | 1       | 0  | Accrington              | v. Guinée, 13 October 2023            |
| HV | Tidjane Badjana  | 28 tháng 11, 2002 | 0       | 0  | Benfica de Bissau       | v. Sierra Leone, 11 September 2023    |
| HV | Braima Mané      | 21 tháng 11, 2001 | 0       | 0  | Sporting Club de Bissau | v. Sierra Leone, 11 September 2023    |
| HV | Tito Júnior      | 28 tháng 7, 1995  | 2       | 0  | Varzim                  | v. Nigeria, 27 March 2023             |
| HV | Pedro Justiniano | 18 tháng 4, 2000  | 2       | 0  | Petrolul Ploiești       | v. Nigeria, 27 March 2023             |
|    |                  |                   |         |    |                         |                                       |
| TV | Mamadi Camará    | 31 tháng 12, 2003 | 5       | 0  | Reading                 | 2023 AFCON PRE                        |
| TV | Panutche Camará  | 28 tháng 2, 1997  | 4       | 1  | Charlton                | 2023 AFCON PRE                        |
| TV | Zidane Banjaqui  | 15 tháng 12, 1998 | 1       | 1  | Feirense                | 2023 AFCON PRE                        |
| TV | Ronaldo Camará   | 5 tháng 1, 2003   | 1       | 0  | Feirense                | 2023 AFCON PRE                        |
| TV | Edson Silva      | 17 tháng 5, 2001  | 1       | 0  | Nea Salamis             | 2023 AFCON PRE                        |
| TV | Bura             | 22 tháng 12, 1995 | 26      | 1  | Mes Kerman              | v. São Tomé và Príncipe, 15 June 2023 |
| TV | Pelé             | 29 tháng 9, 1991  | 21      | 1  | Unattached              | v. Nigeria, 27 March 2023             |
|    |                  |                   |         |    |                         |                                       |
| TĐ | Piqueti          | 12 tháng 2, 1993  | 40      | 7  | Al-Shoulla              | 2023 AFCON PRE                        |
| TĐ | Jorginho         | 21 tháng 9, 1995  | 25      | 5  | Ordabasy                | 2023 AFCON PRE                        |
| TĐ | Mama Baldé       | 6 tháng 11, 1995  | 21      | 3  | Lyon                    | 2023 AFCON PRE                        |
| TĐ | Joseph Mendes    | 30 tháng 3, 1991  | 14      | 4  | Dijon                   | 2023 AFCON PRE                        |
| TĐ | Toni Gomes       | 16 tháng 11, 1998 | 4       | 0  | Hapoel Hadera           | 2023 AFCON PRE                        |
| TĐ | Joao Pedro       | 13 tháng 6, 1996  | 2       | 0  | Panetolikos             | 2023 AFCON PRE                        |
| TĐ | Jardel           | 20 tháng 9, 1997  | 4       | 1  | Vizela                  | v. Sierra Leone, 11 September 2023    |
| TĐ | Leandro Sanca    | 4 tháng 1, 2000   | 0       | 0  | Chaves                  | v. São Tomé và Príncipe, 15 June 2023 |
| TĐ | João Mário       | 11 tháng 10, 1993 | 14      | 2  | Hoang Anh Gia Lai FC    | v. Nigeria, 27 March 2023             |

- INJ Rút lui vì chấn thương.
- RET Đã chia tay đội tuyển quốc gia.
- DEC Rút lui vì lý do cá nhân.
- SUS Bị loại khỏi đội tuyển quốc gia.
- PRE Đội hình sơ bộ.